# 胎糞

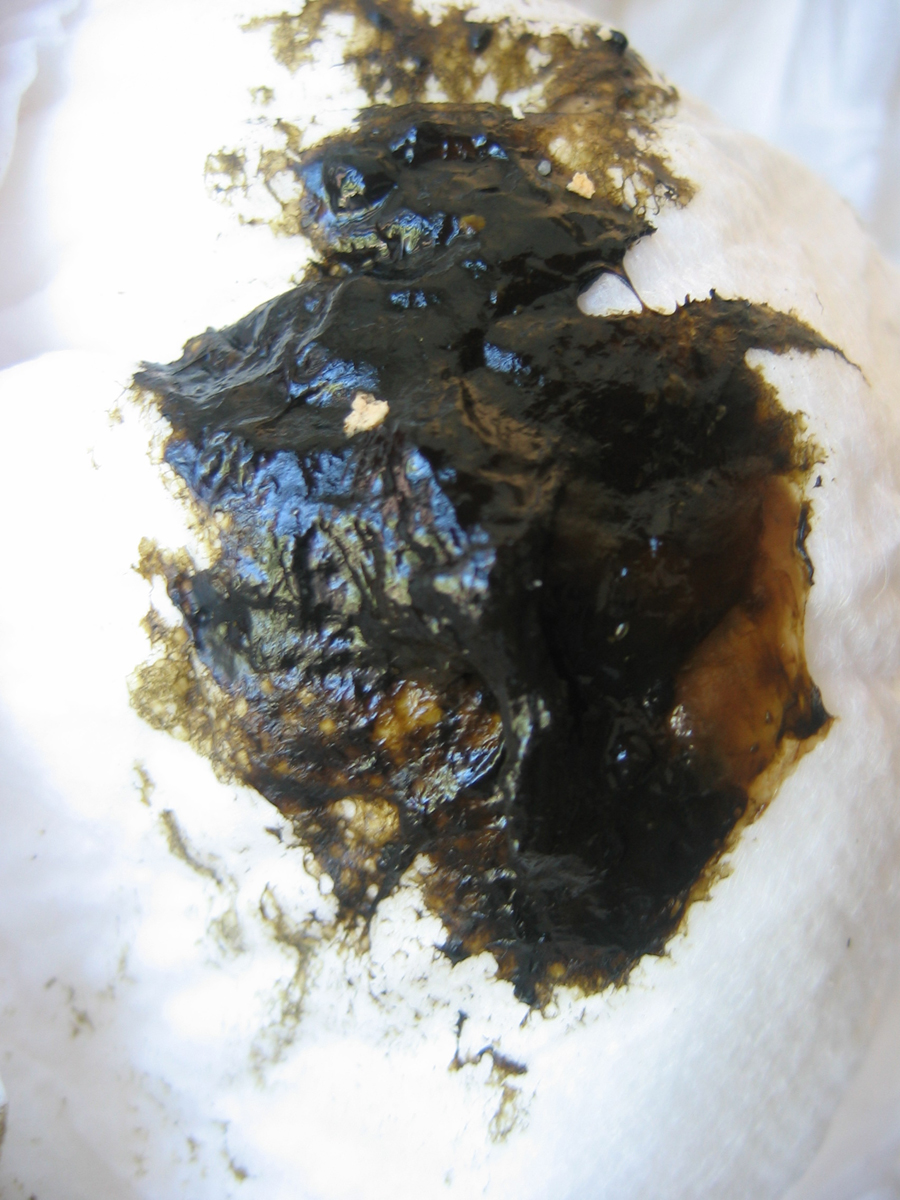
一名出生後12小時的嬰兒的第三次排便。從左到右長約5cm。

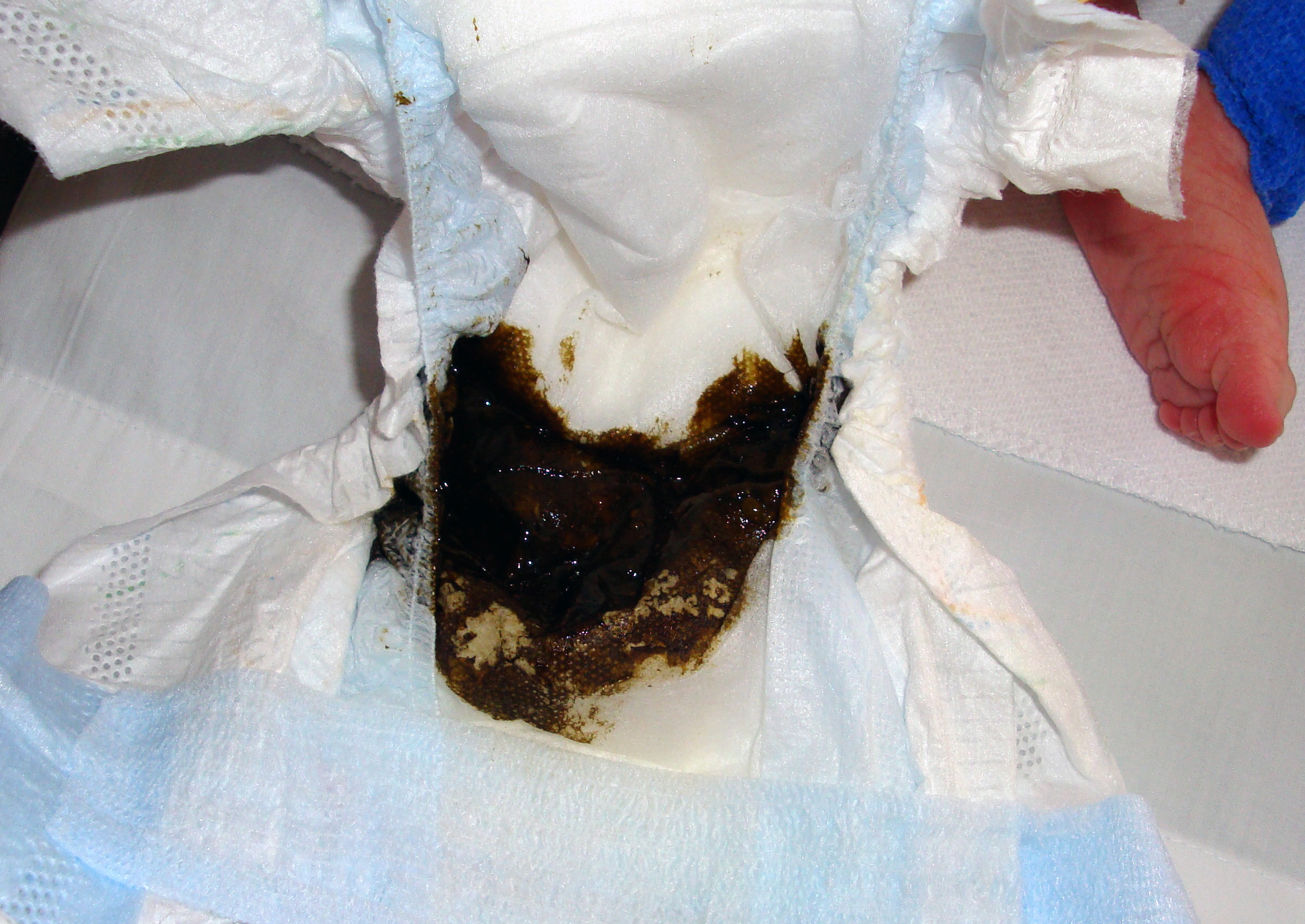
一名出生後13小時的嬰兒的第一次排便。

胎糞是初生嬰兒第一次排出體外的糞便。與他們往後排出的糞便不同的是：胎糞是胎兒在母體時所消化的物質構成，包括有腸黏膜的上皮組織、胎毛、黏液、羊水、膽汁及水份。由於胎兒在母體內的環境基本上無菌，所以胎糞差不多可以說是無菌的。與其後嬰兒排出的糞便不同的是：胎糞的黏度很高，就好像瀝青一般，而且無嗅。正常來說，胎糞應該在出生後數天內排出體外，而隨着嬰兒飲奶後，糞便的顏色開始因為與消化後的奶混合而變得偏黃色，直至體內所有胎糞都被排出為止。胎糞的顏色與鴉片相似，古希臘的亞里士多德因此認為胎糞的作用是幫助胎兒在母體內安睡。
先天性巨結腸症(Hirschsprung's disease)，又音譯作赫什朋氏病，是一種因為無法把胎糞排出而產生的病症。
胎糞正常來說會儲存在初生嬰兒的腸道裡，直至出生後才會排出體外，但胎兒亦有可能在出生前或出生時就已開始排便，使胎糞被排到羊水裡。
胎糞亦是檢測胎兒有否經歷孕期暴露的測試對象，例如：藥物或各種化學物品。在加拿大多倫多大學病童醫院(Hospital for Sick Children, University of Toronto)有研究顯示：若孕婦在懷胎時酗酒，代謝後的酒精會在胎糞裡以FAEE的形式出現。在美國，新生嬰兒的胎糞測試結果可以作為呈堂證供。

## 胎糞性腸阻塞
當胎糞在迴腸裡變硬並造成阻塞的病徵，被稱為胎糞性腸阻塞(meconium ileus)。胎糞性腸阻塞經常都是囊腫性纖維化(cystic fibrosis)的早期徵狀。若胎兒患有囊腫性纖維化，胎糞會在迴腸內形成一種瀝青狀的墨綠色腸段阻塞。除此之外，有時胎糞還會形成一種灰白色小石狀的結物。在阻塞段落以下的腸道既窄又空。在阻塞部位以上，有多圈肥大的腸道，而且因為充滿了液體而變得膨脹。由於胎糞不能排出，嬰兒在出生後不久就會出現腹部腫脹及會嘔吐。
胎糞性腸阻塞與胎糞栓症候群(meconium plug syndrome)並不相同。

## 生物學的其他意思
- 在生物學(昆蟲學)，當昆蟲在蛹的階段時的新陳代謝廢物亦被稱為胎糞。當昆蟲從蛹裡離開變成成蟲時，會把胎糞從肛門排出，並貫注進翅膀裡。待翅膀內的胎糞硬化，昆蟲才可以飛行。

## 參看
- 胎糞吸入綜合症 (Meconium Aspiration Syndrome，MAS)：一種胎兒在出生前或出生時把胎糞吸入肺部的病症。胎糞被胎兒吸入肺部，有可能會使胎兒肺部的肺氣泡被阻塞，從而令初生嬰兒誕生後缺氧而死。不過，若吸入的胎糞只有少量，初生嬰兒仍然可以透過身體的免疫機制，讓血液內的白血細胞把胎糞吞吃，從而回復初生嬰兒的肺功能。
- 胎糞阻塞綜合症 (Meconium Occlusion Syndrome，MOS)